# رازقان
رازقان شهری است در بخش خرقان شهرستان زرندیه استان مرکزی ایران. از جنوب طی جاده‌ای به غرق‌آباد متصل می‌شود.
این شهر بر اساس کتاب «تاریخ مردم ایران - ایران قبل از اسلام» اثر عبدالحسین زرین‌کوب از سرزمین کهن مادها بوده‌است.